# Minczér Tibor
Minczér Tibor (Nyíregyháza, 1984. június 23. –) magyar labdarúgó, jelenleg a Tállya KSE játékosa.